# Oliver Messel
Oliver Hilary Sambourne Messel CBE (* 13. Januar 1904 in London-Paddington; † 13. Juli 1978 in Maddox House bei Bridgetown, Barbados) war ein britischer Architekt, Modeschöpfer, Kostümbildner sowie Szenenbildner bei Bühne und Film. Messel stand als Onkel von Lord Snowdon zugleich auch in einem verwandtschaftlichen Verhältnis mit Königin Elisabeth II.

## Ausbildung und Theatertätigkeit
Messel, aus der deutsch-jüdischen Bankiersfamilie Messel abstammend, erhielt seine Ausbildung in Eton und besuchte die Slade School of Fine Art. Rasch entwickelte er sich zu einem der vielseitigsten und angesehensten gestaltenden Künstler seines Landes. Messel begann als Porträtmaler, widmete sich aber alsbald dem Bühnenentwurf. Er schuf sowohl Ausstattungen für Theaterstücke als auch Szenenbilder für Balletts. Obendrein entwarf er zahlreiche Theaterkostüme. Seit 1925 wurden seine Arbeiten in ungezählten Ausstellungen präsentiert.
Er hatte eine Beziehung zu dem englischen Kunstsammler und Mäzen Peter Watson, der mit ihm 1930 Europa bereiste.
Seit 1936 entwarf er auch häufig für Englands berühmteste Spielstätte, das Old Vic Theatre. Darüber hinaus zeichnete er für diverse Opernausstattungen verantwortlich; einige waren Teil so genannter Royal Theatre Performances anlässlich von Besuchen ausländischer Staatsgäste (so beispielsweise 1950 bei einer Sonderaufführung zu Ehren von Frankreichs Staatspräsident und 1954 zu Ehren des schwedischen Königs). Mehrfach gestaltete Oliver Messel seit Mitte der 1930er Jahre auch Broadway-Aufführungen, darunter Die Unschuld vom Lande, Gigi, Rashomon und Romeo und Julia. Für seine Gestaltung des Musicals House of Flowers wurde er mit dem Tony Award ausgezeichnet.

## Entwürfe für den Film
Messels Output für das Kino ist spärlich und von hoher Qualität. Sein Spezialgebiet waren kostüm- und dekorationsintensive Historien- und Fantasystoffe sowie Literaturverfilmungen. Seine 1946 entworfenen Bauten und Kostüme für das Tschaikowski-Ballett Dornröschen mit Margot Fonteyn wurden 2006 in einem 135-minütigen Video thematisiert. Ende der 1940er Jahre beendete Oliver Messel weitgehend seine dortigen Tätigkeiten; er kehrte 1959 für Entwürfe der Bauten zu Plötzlich im letzten Sommer letztmals zum Film zurück. Für diese Arbeit erhielt Messel eine Oscar-Nominierung.

## Weitere Aktivitäten
Messel war bereits vor 1959 auch in der klassischen Architektur bzw. der Innenarchitektur tätig. So gestaltete er beispielsweise eine Suite im eleganten Londoner Luxushotel ‚The Dorchester‘. Während des Krieges war er damit beauftragt, kriegswichtige Anlagen wie beispielsweise Bunker zu tarnen, damit sie als Angriffsziele von der deutschen Luftwaffe nicht mehr auszumachen waren.

## Rückzug nach Barbados
Seit seiner Abkehr vom Film ließ sich der unter Arthritis leidende Oliver Messel 1959 des warmen Klimas wegen auf Barbados nieder. Dort erwarb er ein weitgehend schmuckloses Strandhaus, das er in den kommenden Jahren zu einer luxuriösen und edel ausgestatteten Bleibe (Maddox House) umgestaltete. Auch weitere Luxusanwesen auf Barbados, darunter Leamington House, Crystal Springs, Cockade House, Alan Bay und Fustic House wurden von ihm neu- bzw. umgestaltet. Von einem adeligen Freund, dem britischen Geschäftsmann Colin Tennant, ließ sich Messel dazu überreden, auf der im Privatbesitz befindlichen Nachbarinsel Mustique sämtliche Wohngebäude zu entwerfen. Es entstanden so zwischen 1960 und 1978, dem Todesjahr Messels, rund 30 Entwürfe, von denen bislang 18 umgesetzt wurden. Typisch für den karibischen Messel-Stil sind die nach außen hin offenen Patios, Verandas und die Säulen-Architektur.

## Filmografie (komplett)
- 1934: Das Privatleben des Don Juan (The Private Life of Don Juan) (Kostüme)
- 1934: Die scharlachrote Blume (The Scarlet Pimpernel) (Kostüme)
- 1936: Romeo und Julia (Kostüme und Bauten)
- 1940: Der Dieb von Bagdad (Kostüme)
- 1945: Cäsar und Cleopatra (Kostüme)
- 1946: Ein Herz geht verloren (Carnival) (Kostüme)
- 1948: Pique Dame (Queen of Spades) (Kostüme und Bauten)
- 1956: On Such a Night (Kurzfilm) (Bauten)
- 1959: Plötzlich im letzten Sommer (Bauten)